# Glumsø (plaats)
Glumsø is een plaats in de Deense regio Seeland, gemeente Næstved. De plaats telt 2075 inwoners (2008). Het ligt aan de spoorlijn naar Kopenhagen.